# Croix-Moligneaux
 Croix-Moligneaux  es una población y comuna francesa, en la región de Picardía, departamento de Somme, en el distrito de Péronne y cantón de Ham.

## Demografía
| 349 | 324 | 344 | 289 | 299 | 308 |
| Para los censos de 1962 a 1999 la población legal corresponde a la población sin duplicidades (Fuente: INSEE [Consultar]) |     |     |     |     |     |